# Никитин, Николай Васильевич (1871)
Николай Васильевич Никитин (1871—1942) — русский, советский архитектор.

## Биография
Родился в 1871 году в городе Симбирске, в семье Василия Тимофеевича Никитина (1833—1894) от второго брака с домашней учительницей Прасковьей Алексеевной Цветаевой; был единственным ребёнком в семье. Его дед, Тимофей Фёдорович Никитин (1800?—1860), происходивший из солдатских детей, в 1826 году окончил медико-хирургическую академию и служил ветеринарным врачом на конских заводах и конюшнях; дослужился до чина коллежского асессора и имел жену и четверых детей, один из которых, Василий, также окончил курс ветеринарных наук в медико-хирургической академии и был определён на службу в Управление государственного коннозаводства, но в отличие от своего отца, в 1860 году окончил дополнительный курс медицины в той же академии и был признан лекарем медицинских наук и уездным врачом; в 1862 году Василий Тимофеевич был определён на службу врачом в штат Санкт-Петербургской полиции, где и прослужил всю свою жизнь (хотя и неоднократно командировался в различные регионы империи). Через год после рождения сына Василий Тимофеевич Никитин был произведён в коллежские советники, а в 1878 году — в статские советники. Имел ордена Св. Станислава 2-й и 3-й ст., Св. Анны 3 ст. Семья жила в собственном доме в Выборгской части в 1-м участке за садом графа Кушелева-Безбородко по Александровскому проезду. В период 1879-1883 годов Василий Тимофеевич Никитин приобрёл имение Кокушкино [Кукушкино] в Царскосельском уезде, близ станции Сиверская размером 22 десятины (из них 19 десятин – лесные угодья), без построек, стоимостью 4000 рублей. Выстроил усадебный дом, хозяйственные службы и 3 дачных домика, которые сдавались внаём по 800 рублей в год.
В 1882 году Николай Никитин начал учиться в Третьей шестиклассной прогимназии, которая в 1883 году была преобразована в 10-ю Санкт-Петербургскую классическую гимназию, где рисование с 1871 по 1910 год преподавал классный художник 3-й степени Николай Христианович Нейман.
В 1896 году окончил Институт гражданских инженеров и был определён на службу в Министерство внутренних дел. В 1897 году два месяца провёл в заграничной командировке и по возвращении стал архитектором Санкт-Петербургского сиротского института и Николаевского женского училища. Одновременно, с марта 1898 года он состоял сверхштатным техником в Санкт-Петербургской городской управе.
В конце 1900 года он перешёл на службу техником в техническое отделение Уездной земской управы, а вскоре дополнительно поступил на завод военно-врачебных заготовлений, реконструкцию которого после пожара осуществлял военный инженер Л. Г. Малеев. Получил 28 августа 1902 года чин коллежского асессора, выше которого он больше не имел на государственной службе, с которой ушёл в 1903 году, оставшись только архитектором уездной земской управы.
Профессиональная деятельность архитектора была связана в основном со строительством и реконструкцией доходных домов, зданий учебных заведений, больниц и церковных сооружений в Санкт-Петербурге и в Санкт-Петербургском уезде, а также составлением планов населенных мест. В 1898—1900 годах появились его первые проекты по перестройке отдельных частных строений. В 1903—1904 годах он выполнил проект здания церкви-школы Св. Николая Чудотворца) в Лемболово. Самым значительным осуществленным проектом Н. В. Никитина, стало здание, построенное им для Общества вспоможения приказчикам и сидельцам в Санкт-Петербурге (современный адрес: Кондратьевский проспект, 87). Около 1904 года он участвовал в постройке школьных зданий в Редуголь (не сохр.), 2-е Парголово, Троицкое, Вартемяги. В 1906—1907 гг. осуществил две крупные постройки: каменный пятиэтажный лицевой дом по Воронежской улице, № 40 (сохр.) и, на примыкавшем к нему участке, пятиэтажный надворный флигель по Лиговской улице, № 161 (не сохр.).
В течение 1911—1912 годов им было выполнено несколько проектов по перестройке зданий. В марте 1911 года была проведена надстройка второго этажа деревянного одноэтажного флигеля по Нодендальскому переулку, д. 10 (совр. адрес: набережная Чёрной речки, не сохр.); в июне 1911 года выполнен проект по перестройке здания по 5-й Роте Измайловского полка, д. 24; в 1912 году составлены проекты надстройки пятого этажа лицевого флигеля и постройки надворного трехэтажного флигеля по Троицкой улице (совр. адрес: ул. Рубинштейна, д. 19) и Щербакову переулку, д. 8. В 1914 году был выполнен проект надстройки здания четвертым и пятым этажами по 4-й Роте Измайловского полка (совр. адрес: 4-я Красноармейская улица, 3).
В 1911 году он снова числился на государственной службе: с 12 сентября 1911 года до 1917 года включительно он был причислен к Министерству народного просвещения с откомандированием для занятий в Строительный комитет, состоявший при Департаменте народного просвещения и занимавшийся строительством зданий учебных заведений.
Женился 15 августа 1912 года на 24-летней мещанке города Таганрога Наталии Афанасьевне Малаксионовой; брак был заключён в Суйдинской петропавловской церкви.
Умер в мае 1942 года в блокадном Ленинграде; место захоронения неизвестно.

## Награды
- орден Св. Станислава 3-й ст. (01.01.1901)

## Комментарии
1. ↑  Его первая жена — нарвская купчиха Феодосия Андреевна Трелен — имела в Санкт-Петербурге деревянный одноэтажный дом-дачу с мезонином и двумя балконами в Выборгской части 1 участка. В этом доме в 1861 году поселилась мать Василия Тимофеевича Никитина, Татьяна Васильевна, которая овдовев приехала из Симбирска, чтобы определить сестёр В. Т. Никитина  Марию (10 лет) и Платониду (11 лет) в казённое учебное заведение (как сироты они были приняты в Санкт-Петербургский Николаевский Сиротский институт на казённое содержание, а затем в 1867—1868 годах был отпущены из института на попечение их брата. Ф. А. Трелен приняла деятельное участие в определении девочек в учебное заведение и вскоре стала первой женой их брата. Но в июне 1869 года в возрасте 36 лет умерла от болезни лёгких.